# 耳叶悬钩子
耳叶悬钩子（学名：Rubus latoauriculatus）是蔷薇科悬钩子属的植物，是中国的特有植物。分布于中国大陆的广西等地，一般生长在中海拔的山谷、山顶以及水沟旁密林内，目前尚未由人工引种栽培。